# Petrarca-Sonett

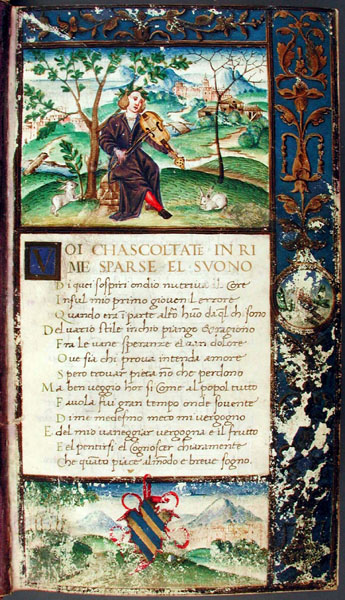
Illuminierte Handschrift mit dem ersten Sonett des Canzoniere von Petrarca

Als Petrarca-Sonett oder italienisches Sonett bezeichnet man die klassische, auf Francesco Petrarca zurückgehende Form des italienischen Sonetts, insbesondere im Unterschied zum Shakespeare-Sonett.
Es besteht aus zwei Quartetten (it. quartine, Vierzeilern) und zwei Terzetten (it. terzine, Dreizeilern) mit dem Reimschema
[abba abba cdc dcd]
mit umschließendem Reim in den Quartetten und Terzinenreim in den Terzetten oder mit Kreuzreim in den Quartetten und Dreierreim in den Terzetten
[abab abab cde cde]
oder ähnlich. Kennzeichnend ist, dass höchstens fünf Reime verwendet werden (im Unterschied zu Shakespeare-Sonett) und in den Terzetten kein Paarreim vorkommt (im Unterschied zum Ronsard-Sonett).
Das Versmaß ist in der italienischen Dichtung meist der Endecasillabo (Elfsilbler).
Das erste Sonett in Petrarcas Canzoniere lautet:
Voi ch’ascoltate in rime sparse il suono

di quei sospiri ond’io nudriva ’l core

in sul mio primo giovenile errore

quand’era in parte altr’uom da quel ch’i’ sono,

del vario stile in ch’io piango et ragiono

fra le vane speranze e ’l van dolore,

ove sia chi per prova intenda amore,

spero trovar pietà, nonché perdono.

Ma ben veggio or sì come al popol tutto

favola fui gran tempo, onde sovente

di me medesmo meco mi vergogno;

et del mio vaneggiar vergogna è ’l frutto,

e ’l pentersi, e ’l conoscer chiaramente

che quanto piace al mondo è breve sogno.
Übersetzung von Peter Brockmeier:
Ihr, die ihr in verstreuten Gedichten den Klang

der Seufzer hört, mit denen ich das Herz nährte

zur Zeit meiner ersten jugendlichen Verirrung,

als ich zum Teil ein anderer Mensch war als ich es bin:

Für den verschiedenartigen Stil, in dem ich klage und spreche,

zwischen eitlem Hoffen und eitlem Schmerz,

wo auch immer einer sei, der aus Erfahrung [die] Liebe versteht,

hoffe ich, Mitleid zu finden und auch Vergebung.

Aber nun sehe ich wohl, wie ich lange Zeit

in aller Munde war, weshalb ich mich oft

für mich selbst über mich selbst schäme;

und Scham ist die Frucht meines eitlen Tuns

und die Reue und das klare Erkennen,

dass, was der Welt gefällt, ein kurzer Traum ist.
Als ein deutschsprachig verfasstes Beispiel für die Form hier das selbstbezügliche Gedicht Das Sonett von August Wilhelm Schlegel (mit dem Reimschema [abba abba cde dce]):
Zwei Reime heiß’ ich viermal kehren wieder,

Und stelle sie, getheilt, in gleiche Reihen,

Daß hier und dort zwei eingefaßt von zweien

Im Doppelchore schweben auf und nieder.

Dann schlingt des Gleichlauts Kette durch zwei Glieder

Sich freier wechselnd, jegliches von dreien.

In solcher Ordnung, solcher Zahl gedeihen

Die zartesten und stolzesten der Lieder.

Den werd’ ich nie mit meinen Zeilen kränzen,

Dem eitle Spielerei mein Wesen dünket,

Und Eigensinn die künstlichen Gesetze.

Doch, wem in mir geheimer Zauber winket,

Dem leih’ ich Hoheit, Füll’ in engen Gränzen,

Und reines Ebenmaß der Gegensätze.